# Alisha Tatham
Alisha Tatham, née le 14 octobre 1986 à Brampton en Ontario, est une joueuse canadienne de basket-ball. Elle évolue au poste d'ailier.

## Palmarès
- 3e du championnat des Amériques 2011